# خوليو سيزار منصور
خوليو سيزار منصور (بالإسبانية: Julio César Manzur)‏ (مواليد 22 يونيو 1981) هو لاعب كرة قدم. يلعب مع منتخب باراغواي لكرة القدم. سبق له أن لعب في كأس العالم لكرة القدم مع منتخب بلاده.

## مسيرته الكروية
لعب خوليو سيزار منصور خلال مسيرته الاحترافية مع 9 أندية في تسعة عشر موسمًا وسجل خلالها 24 هدفًا ضمن 390 مباراة. ولم يفز بأي موسم بالكأس أو بالدوري.
خاض خوليو سيزار منصور مسيرته مع Club Cerro Corá ‏ في عامي 2000-2002 ولمدة موسمين، مشاركًا في 16 مباراة سجل خلالها هدفًا واحدًا. ثم انتقل إلى نادي غواراني في عامي 2002-2004 في المرة الأولى ولمدة موسمين ثم في موسم 2007 واستمر معه طيلة ثلاثة مواسم ثم في عامي 2011-2013 ولمدة موسمين، حيث شارك طوالها في 154 مباراة سجل خلالها 9 أهداف. لينتقل بعدها إلى نادي سانتوس ما بين عامي 2006 و2007 لمدة موسم واحد، مشاركًا في 24 مباراة ولم يسجل أي هدف. ثم انتقل إلى نادي باتشوكا في موسم 2007–08 ولمدة موسمين، مشاركًا في 44 مباراة سجل خلالها هدفين. هذا وانتقل لاحقًا إلى نادي ليبرتاد ما بين عامي 2009 و2010 لمدة موسم واحد، مشاركًا في 11 مباراة ولم يسجل أي هدف. ثم انتقل بعدها إلى نادي تيغري في موسم 2009–10 لمدة موسم واحد، مشاركًا في 11 مباراة ولم يسجل أي هدف أيضًا. ليعود وينتقل من جديد، لكن هذه المرة إلى نادي أوليمبيا أسونسيون ما بين عامي 2010 و2011 في المرة الأولى لمدة موسم واحد ثم في عامي 2013-2015 ولمدة موسمين، مشاركًا طوالها في 78 مباراة سجل خلالها 8 أهداف. لينتقل بعدها إلى نادي كلوب ليون في موسم 2010–11 لمدة موسم واحد، مشاركًا في 10 مباريات ولم يسجل أي هدف. ثم لعب في روبيو نيو ‏ ما بين عامي 2015 و2016 لمدة موسم واحد، مشاركًا في 42 مباراة سجل خلالها 4 أهداف.

## روابط خارجية
- خوليو سيزار منصور على موقع الاتحاد الدولي (مؤرشف)  (الإنجليزية)
- خوليو سيزار منصور على موقع قاعدة بيانات كرة القدم.إي يو (الإنجليزية)
- خوليو سيزار منصور على موقع ناشيونال فوتبول تيمز (الإنجليزية)
- خوليو سيزار منصور على موقع Soccerway.com (الإنجليزية)
- خوليو سيزار منصور على موقع عالم كرة القدم.نت (الإنجليزية)
- خوليو سيزار منصور على موقع أوليمبيديا (الإنجليزية)